# HMS Edinburgh (1938)
HMS Edinburgh (C16) — британский лёгкий крейсер типа «Таун» (подтип «Белфаст»), один из девяти крейсеров этого типа в составе Королевского военно-морского флота во время Второй мировой войны.
Назван (31 марта 1938 года) в честь Эдинбурга — столицы Шотландии.
В последнем походе сопровождал конвой QP-11 (28.04.1942 Мурманск — 7.05.1942 Рейкьявик).
Имел на борту около 5,5 тонны золота — частично оплата советских закупок в Великобритании и США, произведённых сверх программы ленд-лиза (поставки по ленд-лизу не подлежали оплате до окончания войны), частично — «обратный ленд-лиз»: поставлялось сырьё для производства средств связи для СССР, которое использовалось для золочения контактов всего телефонного, радио- и навигационного оборудования производимого для советской армии, авиации и флота.
2 мая 1942 года потоплен в Баренцевом море субмариной U-456 (капитан Макс-Мартин Тайхерт).

## История постройки
В первой половине XX века крейсер стал важным инструментом проведения колониальной политики, служащим как для охраны собственных торговых путей, так и для атаки вражеских коммуникаций, а также для поддержки действий кораблей других классов. Британская империя, будучи колониальной, особенно нуждалась в кораблях такого класса.
Лондонское соглашение об ограничении и сокращении морских вооружений, подписанное 22 апреля 1930 года по итогам конференции, проведённой в столице Великобритании, установило чёткие параметры крейсеров. Согласно части III, статье 15 «Крейсера — это надводные корабли, кроме линейных кораблей и авианосцев, стандартное водоизмещение которых превышает 1850 брутто-регистровых тонн, и вооружённые артиллерией калибром свыше 5,1 дюйма (130 мм). Крейсера делятся на два подкласса:
- a) с артиллерией калибром свыше 6,1 дюйма (155 мм);
- b) с артиллерией калибром менее 6,1 дюйма (155 мм)».

Статья 16 налагала ограничение как на суммарный тоннаж (146 800 брутто-регистровых тонн) и количество (15) тяжёлых крейсеров Британской империи, так и на суммарный тоннаж (192 200 брутто-регистровых тонн) лёгких крейсеров.

## Последний поход «Эдинбурга»
В конце апреля 1942 года «Эдинбург» во главе конвоя судов вышел из Мурманска в Англию. На борт крейсера в Мурманске было погружено, согласно сохранившимся документам, 93 деревянных ящика, в которых содержалось 465 слитков золота суммарной массой 5534603,9 грамма (195548 унций). 30 апреля (по другим сведениям — 1 мая) в 187 милях к северу от Мурманска «Эдинбург» был торпедирован немецкой подводной лодкой U-456 (командир — Макс-Мартин Тайхерт). Крейсер получил две торпеды: одна попала в левый борт, вторая — в корму. «Эдинбург» потерял ход, но остался на плаву. На помощь подошли два британских эсминца. Под их охраной крейсер попытался вернуться в Мурманск, однако вскоре подошли три немецких эсминца под командованием фрегаттен-капитана Шульце-Гинрикса. Они открыли по «Эдинбургу» артиллерийский огонь и выпустили торпеды. Одна из торпед попала в корму крейсера, после чего он ещё больше накренился на левый борт. В ходе боя был потоплен немецкий эсминец «Герман Шёман». Остальные два немецких эсминца сняли с него экипаж и отошли. Контр-адмирал Картер, руководивший операцией, отдал приказ английским эсминцам снять с «Эдинбурга» экипаж и добить крейсер торпедами. Британский эсминец торпедировал крейсер «Эдинбург» двумя торпедами в левый борт. Корабль затонул вместе с золотом на глубине примерно около 260 м. Все члены экипажа — 750 человек — были доставлены в Мурманск.
Золото, находившееся на борту «Эдинбурга», было застраховано в Госстрахе СССР; 1/3 золота была перестрахована британским Комитетом по страхованию военных рисков. США получили страховые выплаты, после чего право на затонувшее золото перешло в тех же долях к Ингосстраху СССР и правительству Великобритании.

## Поднятие золота с крейсера «Эдинбург»
Идея поднятия золота с затонувшего крейсера возникла сразу же, как только появились технические возможности для осуществления этой операции.
Попытки извлечь золото из морской пучины предпринимались неоднократно.
Норвежская фирма «Столт-Нилсен Редери» обращалась в 1979 г. в советское посольство с уведомлением о поиске судов, пропавших во время Второй мировой войны в Баренцевом море. Переговоры с этой фирмой завершились безрезультатно, несмотря на то, что она потратила около миллиона долларов на подготовку операции по подъёму золота.
Позднее, в 1981 году, было достигнуто соглашение и подписан трёхсторонний контракт по поиску и подъёму затонувшего золота. Сторонами по контракту выступали Министерство торговли Великобритании, Министерство финансов СССР и британская компания «Джессоп Марин Рикавериз» (Jessop Marine. Recoveries Ltd.), которая должна была осуществлять операцию по поиску и подъёму золота. Подготовка к операции по подъёму золота проводилась также на борту аналогичного «Эдинбургу» крейсера «Белфаст», стоящего на Темзе в Лондоне, напротив Тауэра.
Работы начались 9 мая 1981 года. Спасательное судно «Дамматор» 14 мая 1981 года обнаружило на дне моря, на глубине 250 м, крейсер, лежащий на левом борту. Вторая стадия работ началась в сентябре 1981 года с использованием более приспособленного для такой операции судна «Стефанитурм».
Работы по подъёму золота осуществлялись круглосуточно. Ящики после долгого нахождения в воде развалились, всё было покрыто толстым слоем ила и мазута. Водолазы с использованием грунтонасоса с трудом, временами на ощупь, находили слитки золота и грузили их в сетку, с помощью которой золото поднимали на борт судна, где постоянно дежурили представители ИНГОССТРАХа, фиксируя количество поднимаемых слитков. Всего был поднят 431 слиток золота общей массой 5129,3 кг. Из-за усталости водолазов и ухудшения погоды 5 октября было принято решение прервать работу по подъёму груза. 9 октября 1981 г. судно «Стефанитурм» пришло в порт Мурманск с поднятым золотом.
Распределение золота было осуществлено согласно достигнутой договорённости и правам собственности на груз в соответствии с действующими правилами следующим образом: спасатели получили в качестве платы за спасение 45 % спасённого золота; остальные 55 % поделены в пропорции 1/3 — Великобритании, 2/3 — СССР.
Оставшуюся часть золота поднимали через пять лет, в сентябре 1986 года. Контракт на спасение груза был подписан с той же фирмой «Джессоп Марин Рикавериз». Для подъёма золота использовалось судно «Диипвотер-2». Было поднято 29 слитков общей массой 345,3 кг. Пять слитков золота массой 60 кг остались лежать на дне Баренцева моря.
Один из поднятых слитков золота является частью постоянной экспозиции в Алмазном фонде России.